# Stacey Solomon

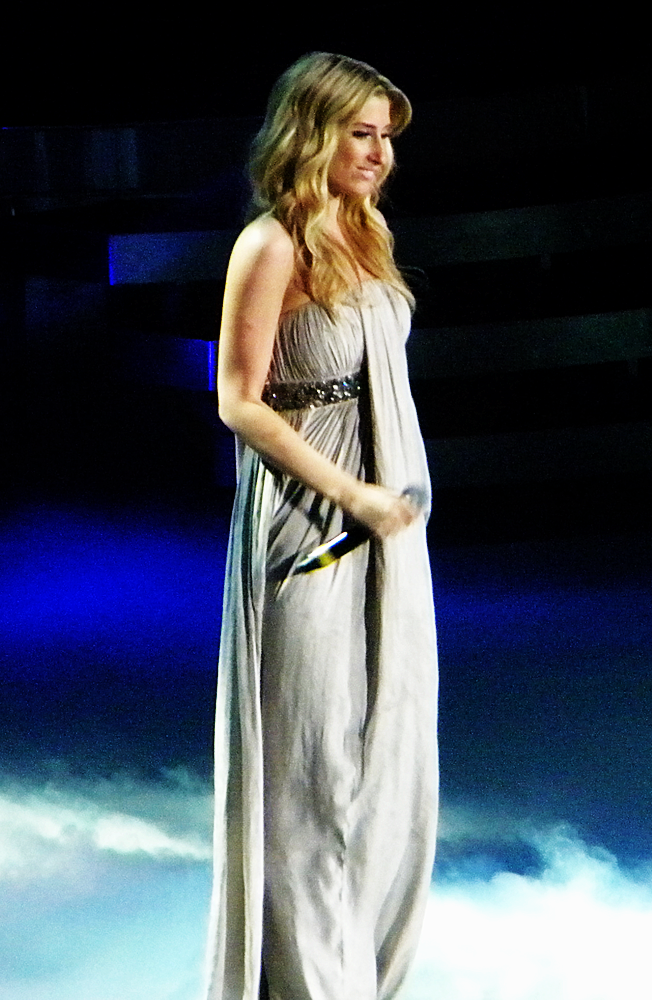
Stacey Solomon bij X Factor

Stacey Chanelle Clare Solomon (Dagenham, 4 oktober 1989) is een Britse zangeres, model en presentatrice. Ze nam deel aan het zesde seizoen van de Britse versie van The X Factor, waarin ze derde werd. In 2010 deed Solomon mee aan het programma I'm A Celebrity, Get Me Out Of Here, waar ze won met 80,7% van de stemmen.

## The X Factor
In deed Solomon als negentienjarige mee X Factor. Ze zong tijdens haar auditie het nummer 'What A Wonderfull World' van Louis Armstrong. Tijdens de eerste liveshow zong Stacey het nummer 'The Scientist' van Coldplay. Na vijf liveshows was Solomon de enige overgebleven vrouwelijke kandidaat van de competitie. Ze zong tijdens de zesde liveshow het nummer 'Who Wants to Live Forever' van Queen. Jurylid Simon Cowell zei dat hij dit het beste optreden van de avond vond.
Solomon bereikte de finale samen met Joe McElderry en Olly Murs. Alle drie de finalisten zongen daarvoor het nummer 'The Climb' van Miley Cyrus in als single. Op basis van uitgebrachte stemmen van het publiek mochten twee van hen hun versie van het nummer ten gehore brengen. Solomon kreeg hierbij de minste stemmen. Dit betekende dat haar versie nooit uitgebracht zou worden.

## Na The X Factor
Een paar dagen na de finale werd bekend dat Cowell Solomon geen platencontract aanbood. Een andere platenmaatschappijen vroeg haar het nummer 'At Last' van Etta James te coveren voor een album van de Royal Air Force Squadronaires. Dit nummer werd ook als single uitgebracht, maar flopte. Het album deed het beter.
Solomon schreef een boek genaamd 'My Story So Far' waarin ze alles vertelde wat ze tot dan had meegemaakt in haar leven. Ze werd behalve als zangers actief als presentactrice. Samen met Keith Lemon presenteerde ze het programma 'Sing If You Can'.

## I'm A Celebrity, Get Me Out Of Here
In november 2010 werd bekendgemaakt dat Solomon deelnam aan het programma 'I'm A Celebrity, Get Me Out Of Here'. Dagelijks kon het publiek stemmen voor de kandidaat die er in de race moest blijven. Hierbij had Solomon altijd de meeste stemmen. In de finale won ze dan met 80.7% van de stemmen van Shaun Ryder. Hierdoor werd ze benoemd tot Queen of the Jungle ('koningin van de jungle') 2010
- International Standard Name Identifier: 0000 0003 5999 0670
- Library of Congress Control Number: nb2011032204
- MusicBrainz: d2a5ed9a-97dd-4680-91a9-637a067cd232
- Virtual International Authority File: 220680888
- WorldCat: E39PBJfmvhmCQCPHqFdg7MCRKd